# Thomas Teubner
Thomas Teubner (* 1. Januar 1951) ist ein ehemaliger deutscher Fußballspieler.

## Sportliche Laufbahn
Nur zehn Spieler wurden in der langen Oberligahistorie der BSG Wismut Aue häufiger in der ostdeutschen Elitespielklasse eingesetzt als der Allrounder. Für die von der Sowjetischen Aktien-Gesellschaft (SAG) Wismut als Trägerbetrieb unterhaltene Betriebssportgemeinschaft aus dem Erzgebirge bestritt er 251 Partien im Oberhaus des DDR-Fußballs.
Sein Oberligadebüt gab der 1,83 Meter große gelernte Elektromonteur, der 1969 zur BSG Wismut gekommen war, am 25. März 1972. Der damals 21-jährige Neuling wurde am 21. Spieltag der Saison 1971/72 beim Heimremis (1:1) gegen die SG Dynamo Dresden in der 74. Minute für Routinier Ernst Einsiedel eingewechselt. In seinen 14 Oberligajahren wurde er neunmal in 20 oder mehr Partien eingesetzt. Alle 26 Punktspiele bestritt Teubner aber in keiner Saison.
Den Ausstand aus dem Oberligakollektiv der Veilchen vollzog Thomas Teubner in der Spielzeit 1984/85. Am 13. Spieltag, der letzten Partie vor der Winterpause, nahm er bei seinem zwölften Saisoneinsatz am 15. Dezember 1984 Abschied vom Erstligafußball. Beim 2:1-Sieg im heimischen Otto-Grotewohl-Stadion gegen den 1. FC Lokomotive Leipzig stand der kurz vor seinem 34. Geburtstag stehende Diplomsportlehrer als Verteidiger noch einmal 90 Minuten auf dem Feld. Am Ende dieses Spieljahres belegten die Auer den 4. Rang in der Oberligatabelle. Dies war die beste Platzierung in Teubners Zeit in der 1. Mannschaft der BSG Wismut Aue. Für die anschließende Spielzeit, die mit dem UEFA-Pokalstart die erste Europapokalteilnahme einer Wismut-Elf seit 1960/61 brachte, gehörte er nicht mehr zum Aufgebot. International spielte Teubner zuvor in der 1984er-Ausgabe des Intertoto-Cups für die Auer und belegte mit der Elf aus dem Erzgebirge in Gruppe 2 den 4. und damit letzten Rang.

## Trivia
Die 38 Oberligatore Teubners für Wismut wurden nur von neun Spielern in der Erstligahistorie der Auer übertroffen.